# 世界一初恋
『世界一初恋』（せかいいちはつこい）は、中村春菊によるボーイズラブ漫画。2008年から「The Ruby」、「CIEL」そして「エメラルド」にて連載中。副題が「〜○○の場合〜」形式のシリーズ作品。キャッチフレーズは「編集者が青ざめるほどちょこっとリアルな出版業界ラブ☆」。純情ロマンチカシリーズとは、部分的にリンクし合っている。2017年12月時点で刊行作品の累計発行部数は1300万部を記録している。
2011年4月から6月までテレビアニメ第1期が、同年10月から12月までテレビアニメ第2期が放送された。2014年3月15日に『劇場版 世界一初恋〜横澤隆史の場合〜』が公開された。

## 登場人物
声の記述は、ドラマCD版 /アニメ版の順。

### 高野政宗×小野寺律編（小野寺律の場合）
小野寺律（おのでら りつ）
声 - 近藤隆
25歳→26歳、3月27日生まれ。小野寺出版の文芸編集者→エメラルド編集部の編集者。武藤雪菜（声 - 国吉美奈子 / 河原木志穂）や佐藤伊織（声 - 野瀬碧里 / なし）などの担当兼雑誌進行係。小野寺出版の御曹司であり、七光り扱いが嫌い。転属前は大物作家ばかりを担当していた。
高校生の時、3年間片想いしていた嵯峨政宗に告白して付き合うが、勘違いがきっかけで破局。その後イギリスへ留学し、尚と出会う。
転属してから半年後、高野に対する恋心を再自覚。
杏とは幼馴染みで、妹のように大切にしている。小野寺出版の同期社員・佐伯（声 - 笹本優子 / 中原麻衣）と仲が良い。
基本的には直球で真面目、有言実行の優等生タイプ。子どもの頃から文芸作品が好きで、丸川書店に入社するまで漫画をほとんど読んだことがなかった。幼少期から英語を習っている。泥酔するとからみ酒でグチ派になり、飲んでいた間の出来事を全く覚えていない。家事は（一応）できるが、慣れていない。
容姿採用ではないかと思われるなど顔立ちが良く、女性に紳士的。勤務中は政宗曰く「お坊ちゃま丸出し」な服装（プレッピースタイル）をしているが、寝ぐせを直し忘れることがあるなど、身だしなみにあまりこだわりがない。
高野政宗（たかの まさむね）
声 - 小西克幸
27歳→28歳、12月24日生まれ、旧姓・嵯峨。集談社・アース編集部の編集者→エメラルド編集部の編集長。一之瀬絵梨佳の担当。羽鳥の直属の上司。律とはマンションが同じで隣室。
傲慢不遜かつ、エメラルド編集部の体制を1年で立て直した有能編集者であり、仕事に関しては鬼のように厳しいがプライベートでは律には甘い。高校時代に律と付き合うが、誤解が元で破局。両親の仲は高校三年生の時点で既に冷え切っていた。両親の離婚後は母親の実家に引っ越し、大学進学のために東京に戻っている。父親とは血縁関係がなかったり、律に婚約者がいたことを知ったのがきっかけで大学時代は荒れた生活を送り、その頃知り合った横澤と勢いで何度か関係を持ったが清算。高校時代に律と別れてからの10年間彼のことを忘れられず、再会後は強引に迫る。猫好きであり、高校生の頃は拾い猫（ソラ太）を可愛がっていた。運転中や仕事時は眼鏡を着用している。
美濃奏（みの かなで）
声 - 緑川光
エメラルド編集部の編集者。周期明けとその前の差が激しいが、どんな時でも笑顔を絶やさない。怒らせてはいけない男（高野談）。離婚歴があり、亡くなった姉の子（甥）を養子にしている。
小日向杏（こひなた あん）
声 - なし / 田村ゆかり
律の幼馴染みかつ（元）許嫁。律とは一人っ子同士かつ仲が良い。長い間律のことが好きで、何度か告白してきたが、最後は彼の幸せのために身を引く。
灰谷新（はいたに あらた）
集談社に勤務している、少年漫画「アース」の編集長。男寄りの両刀で、高野に惚れている。

### 羽鳥芳雪×吉野千秋編（吉野千秋の場合）
吉野千秋（よしの ちあき） / 吉川千春（よしかわ ちはる）
声 - 立花慎之介
28歳→30歳。累計売上1000万部を誇る人気漫画家。大学時代にデビューし、表向きには男であることを隠している、締切破りの常習犯。生活力は壊滅的だが、漫画を描くことへの情熱は人一倍ある。「ザ☆漢」の大ファン。人見知りで思い込みが激しくすぐに顔にでてしまうタイプ。無自覚な天然タラシ。空気が読めなくて鈍感な一方、いざという時には行動力を発揮させる。羽鳥とは28年間ずっと一緒の幼馴染みだったが、徐々に彼を恋愛対象として意識し始め、（現在）恋人同士である。味覚は子供舌である。
母親は頼子（声 - なし / 葛城七穂）、妹は千夏（声 - なし / 遠藤綾）。
羽鳥芳雪（はとり よしゆき）
声 - 中村悠一
28歳→30歳。エメラルド編集部の副編集長。吉川千春の担当。通称トリ。世話好きかつ生真面目な性格で料理上手。常にポーカーフェイスだが、嫉妬深い。中学時代から幼馴染の吉野に片思いをしていたが、紆余曲折を経て（現在）彼とは恋人同士である。柳瀬とは犬猿の仲。女性作家達からは気に入られている。
柳瀬優（やなせ ゆう）
声 - 神谷浩史
吉川千春のチーフアシスタント。つり目美人。少年漫画専門で技術が高く様々な現場から引っ張りだこだが、吉野のアシスタントを最優先にしている。「ザ☆漢」の大ファン。中学時代、吉野の手の骨格に惚れて以来彼に片思いしていた。羽鳥とは初対面の頃から犬猿の仲。純情センチメントでは主役。
一之瀬絵梨佳（いちのせ えりか）
声 - 小田真由美 / 大原さやか
高校生の頃にデビューした人気漫画家。美人で締め切り破りをしない。通称・絵梨佳様。トリがお気に入り。エメラルド編集部の看板作家でもある。
高屋敷玲二（たかやしき れいじ）
声 - 平川大輔 / なし
羽鳥の大学時代の友人。ゲームクリエイター。元々大手ゲーム会社に所属していたが、現在独立している。主にシナリオ、キャラクターデザイン、システムを手掛けている。代表作品は『ラスト・カーニバル』。吉川千春の作品のゲーム化に際してメインクリエイターを務めた。漫画家が嫌い。口数は多いが軽くはない。実はバイセクシャルで面倒見の良い羽鳥に惚れている。

### 雪名皇×木佐翔太編（木佐翔太の場合）
木佐翔太（きさ しょうた）
声 - 岡本信彦
30歳→31歳、3月14日生まれ。A型。エメラルド編集部の編集者。木原ナツ、森本カナ、水嶋陽子などの担当。小柄で、高校生っぽい童顔。律とは席が隣同士。編集部ではノリのいいムードメーカー的な存在だが、本来少々ネガティブで自分に自信がない。生来男しか好きになったことがなく、そのうえ面食い。雪名と付き合う前は行きずりの関係を繰り返していた。サファイア編集長（声 - なし / 斎賀みつき）とは同期。どら焼が好き。この世で一番理想のタイプは、雪名皇である。弁護士の兄がいる。
雪名皇（ゆきな こう）
声 - 前野智昭
21歳 - 、9月6日生まれ、A型で186cmの長身。北海道札幌市生まれの次男。ブックスまりもでバイトをしているT芸術大学美術学部絵画科油絵専攻の3年生。女性からは非常に人気がある、王子様のようなイケメン。少女漫画好きで、彼が作る書店のディスプレイも少女趣味で派手。趣味は絵描き、読書、展覧会巡り。好きな画家はグスタフ・クリムト、ヨハネス・フェルメール、ジョン・シンガー・サージェント、ヴィルヘルム・ハンマースホイ、ジョン・ウィリアム・ウォーターハウス。少女漫画好きで、木佐とは恋人同士。
雪名帝（ゆきな みかど）
皇の兄で、兄弟そろって眩しいほどのイケメン。地元（北海道）の消防士。

### 桐嶋禅×横澤隆史編（横澤隆史の場合）
横澤隆史（よこざわ たかふみ）
声 - 堀内賢雄
6月18日生まれ。仕事をきっちりこなす、強面な営業社員。異名は暴れグマ。面倒見がよく、子供と小動物から懐かれている。高野とは大学の同級生兼親友であり、本気で彼のことが好きだった。
政宗に振られたその日の晩、自棄酒を呷っていた時に桐嶋と出会い、徐々に彼を意識しつつある。現在日和の子守りを名目に、桐嶋家に通っている。
桐嶋禅（きりしま ぜん）
声 - なし / 蒼月昇
6月16日生まれ。ジャプン編集部の編集長で、伊集院響の担当（1人目）。5 - 6年前桜に先立たれて以来、日和と暮らしている寡。極度の不器用だが、洞察力と柔道に長けている。いじめっ子気質。横澤の自棄酒に付き合って以来、徐々に彼に迫る。彼もソラ太を可愛がっており、女性作家達から気に入られている。
桐嶋桜（きりしま さくら）
故人。禅とは中学の頃からの幼馴染で妻（※同い年）。生来病弱な優等生美人であり、男前な性格かつ口達者だった。生前は姑に誕生日ケーキを手製していた。両親は健在であり、都心から離れた所に住んでいる。
桐嶋日和（きりしま ひより）
声 - なし / 堀江由衣
禅と桜の娘、愛称ひよ。10 - 11歳。8月26日生まれ。料理上手。ソラ太を可愛がり、横澤にも懐いている。風貌も中身も母親似（桐嶋談）。
逸見和真（へんみ かずま）
声 - 石井真
11月4日生まれ。横澤にしごかれている、営業社員（※横澤より3年後輩）。絡み上戸であり、少々天然。桐嶋に憧れている。

安田豪（やすだ ごう）
端整かつ剛腕な、丸川書店のアニメプロデューサー（※現在はザ☆漢を担当している）。現場に籠もりきりで、会社にはほとんど現れない。人見知りする性格であり、表に出ることもまったくない。桐嶋とは同期の社員。ちなみに彼自身の噂話は、どれも荒唐無稽で信じがたいものばかりである。実は男寄りの両刀らしく、BL関係には聡い。
北川由紀（きたがわ ゆき）
日和の同級生かつ親友であり、彼女とはマンションが一緒。少々おませ。

## 用語
丸川書店
都内一流出版社。ジャンルは文芸、少年・少女漫画、青年漫画、BL、ライトノベルなど幅広く、宇佐見秋彦がデビューした会社。伊集院響や秋川弥生、角遼一なども出版している。2階は制作部と文芸営業部、3階は文芸編集部・漫画営業部・喫煙室、4階はエメラルド編集部・サファイア編集部、5階はジャプン編集部、7階は映像部である。車での通勤は原則禁止されている。モデルは角川書店。
エメラルド編集部
丸川書店の少女漫画編集部であり、通称「乙女部」または「エメ編」。編集者は全員男性。単行本・雑誌の製作は20日周期で行っている。高野が来るまでは業績不振だったが、現在社内でもトップクラスの売上を誇っている。
小野寺出版
律の父親が経営している大手出版社。
ティンクル
少女漫画雑誌「月刊エメラルド」のマスコットキャラクター。エメラルド編集部の守護神。
ウサウェイ
高校生時代に律が嵯峨と一緒に初めて食事したファーストフード店。アニメではパンダウェイであり、モデルはサブウェイ。
集談社
丸川とはライバル関係にある出版社にして、高野が以前いた会社。アースは週刊少年漫画雑誌。モデルは集英社と講談社。
K医科大学付属病院
このシリーズでの登場人物に何かが起こったとき、真っ先に運ばれる病院（羽鳥が入院した時は不明）。モデルは慶応大学病院。
帝都ホテル
このシリーズと純情ロマンチカシリーズにおいて、おめでたい行事を開催する（お約束の）場所。モデルは帝国ホテル。

## 書誌情報

### 漫画
- 中村春菊 『世界一初恋 〜小野寺律の場合〜』 KADOKAWA〈あすかコミックスCL-DX〉、既刊19巻（2024年5月1日現在）
  1. 2008年7月1日発売[3]、ISBN 978-4-04-854190-9
  2. 2009年8月1日発売[4]、ISBN 978-4-04-854351-4
  3. 2009年10月1日発売[5]、ISBN 978-4-04-854371-2
  4. 2010年7月1日発売[6]、ISBN 978-4-04-854487-0
  5. 2011年4月1日発売[7]、ISBN 978-4-04-854618-8
    - 『DVD付き初回版』 2011年3月22日発売[8]、ISBN 978-4-04-900805-0

  6. 2011年10月1日発売[9]、ISBN 978-4-04-854695-9
    - 『DVD付き初回版』 2011年9月27日発売[10]、ISBN 978-4-04-854650-8

  7. 2012年8月1日発売[11]、ISBN 978-4-04-120308-8
    - 『特装版』 同日発売[12]、ISBN 978-4-04-120309-5

  8. 2013年7月31日発売[13]、ISBN 978-4-04-120814-4
  9. 2014年8月29日発売[14]、ISBN 978-4-04-121135-9
    - 『特装版』 同日発売[15]、ISBN 978-4-04-121136-6

  10. 2015年9月1日発売[16]、ISBN 978-4-04-103318-0
  11. 2016年7月1日発売[17]、ISBN 978-4-04-104154-3
  12. 2017年6月30日発売[18]、ISBN 978-4-04-105784-1
    - 『特装版』 同日発売[19]、ISBN 978-4-04-105785-8

  13. 2018年5月1日発売[20]、ISBN 978-4-04-106502-0
    - 『特装版』 同日発売[21]、ISBN 978-4-04-106503-7

  14. 2019年5月1日発売[22]、ISBN 978-4-04-108141-9
  15. 2020年5月1日発売[23]、ISBN 978-4-04-109478-5
    - 『特装版』 同日発売[24]、ISBN 978-4-04-109477-8

  16. 2021年5月1日発売[25]、ISBN 978-4-04-111266-3
  17. 2022年4月30日発売[26]、ISBN 978-4-04-112086-6
  18. 2023年5月1日発売[27]、ISBN 978-4-04-113194-7
  19. 2024年5月1日発売[28]、ISBN 978-4-04-114391-9
    - 『特装版』 同日発売[29]、ISBN 978-4-04-114837-2

### 小説
- 藤崎都（小説） / 中村春菊（原作） 『世界一初恋 〜吉野千秋の場合〜』 角川書店〈角川ルビー文庫〉、全4巻
  1. 2007年11月1日発売[30]、ISBN 978-4-04-445533-0
  2. 2008年11月1日発売[31]、ISBN 978-4-04-445539-2
  3. 2009年11月1日発売[32]、ISBN 978-4-04-445544-6
  4. 2011年4月1日発売[33]、ISBN 978-4-04-445551-4
- 藤崎都（小説） / 中村春菊（原作） 『世界一初恋 〜横澤隆史の場合〜』 角川書店→KAKOKAWA〈角川ルビー文庫〉、全6巻
  1. 2011年10月29日発売[34]、ISBN 978-4-04-100046-5
  2. 2012年9月1日発売[35]、ISBN 978-4-04-100453-1
  3. 2012年12月1日発売[36]、ISBN 978-4-04-100588-0
  4. 2013年7月1日発売[37]、ISBN 978-4-04-100895-9
  5. 2014年3月1日発売[38]、ISBN 978-4-04-101249-9
  6. 2014年10月1日発売[39]、ISBN 978-4-04-102208-5

### 漫画＆小説（同時収録）
- 藤崎都（小説） / 中村春菊（原作） 『世界一初恋 〜吉野千秋の場合〜』 KAKOKAWA〈あすかコミックスCL-DX〉、全2巻
  1. 2016年7月1日発売[40]、ISBN 978-4-04-104155-0
  2. 2016年8月1日発売[41]、ISBN 978-4-04-104156-7
- 藤崎都（小説） / 中村春菊（原作） 『世界一初恋 〜羽鳥芳雪の場合〜』 KAKOKAWA〈あすかコミックスCL-DX〉、全2巻　
  1. 2016年7月1日発売[42]、ISBN 978-4-04-104160-4
  2. 2017年6月30日発売[43]、ISBN 978-4-04-105783-4
- 藤崎都（小説） / 中村春菊（原作） 『世界一初恋 〜横澤隆史の場合〜』 KAKOKAWA〈あすかコミックスCL-DX〉、全3巻　
  1. 2016年8月1日発売[44]、ISBN 978-4-04-104157-4
  2. 2016年9月1日発売[45]、ISBN 978-4-04-104158-1
  3. 2016年10月1日発売[46]、ISBN 978-4-04-104159-8

### コラボレーション
- 藤崎都（小説） / 中村春菊（原作） 『世界一初恋 〜アニメイトの場合〜』 KAKOKAWA〈あすかコミックスCL-DX〉、2017年5月1日発売[47]、ISBN 978-4-04-105299-0

## ドラマCD
- 世界一初恋 1 - 4
- 世界一初恋 〜小野寺律の場合〜
- 世界一初恋 〜吉野千秋の場合〜

## テレビアニメ
2011年4月から6月まで、テレビ埼玉ほか独立UHF局にて第1期が放送された。主要スタッフは『純情ロマンチカ』のテレビシリーズとほぼ同様。2011年10月から12月まで、第2期『世界一初恋2（に）』が放送された。第6話では『純情ミステイク』が放送された。
キャッチコピーは、「初恋なんて、叶わないモノ。――そんなの、誰が言ったわけ?」（第1期）、「恋も仕事も「ダメだし」ばっかり。――ホント、むかつく!!」（第2期）。

### スタッフ
- 原作 - 中村春菊（角川書店 隔月刊「CIEL」連載/ASUKA COMICS CL-DX刊）
- 監督 - 今千秋
- シリーズ構成 - 中瀬理香
- キャラクターデザイン - 菊地洋子
- プロップデザイン - 番由紀子
- 色彩設計 - 松本真司
- 美術監督 - 清水順子
- 撮影監督 - 近藤慎与
- 編集 - 松村正宏
- 音響監督 - 郷田ほづみ
- 音楽 - 安瀬聖
- 音楽制作 - ランティス
- プロデューサー - 小林潤香、松木あい（第2期）、福田順、藤田敏、青木絵理子
- アニメーション制作 - スタジオディーン
- 製作 - 世界一くらぶ!!

### 主題歌
第1期
オープニングテーマ「世界で一番恋してる」
作詞 - こだまさおり / 作曲・編曲 - 宮崎誠 / 歌 - 喜多修平
エンディングテーマ「明日、僕は君に会いに行く。」
作詞・作曲・歌 - ワカバ / 編曲 - 吉田明広

第2期
オープニングテーマ「世界の果てに君がいても」
作詞 - こだまさおり / 作曲・編曲 - 宮崎誠 / 歌 - 喜多修平
エンディングテーマ「アイコトバ」
作詞・作曲 - 小西透太 / 編曲・歌 - サクラメリーメン

### 各話リスト
| 話数  | サブタイトル                                                          | 脚本       | 絵コンテ | 演出           | 作画監督                                | 総作画監督                   | 初放送日      |       |       |       |       |       |       |       |       |       |       |       |       |       |       |       |       |       |
| 第1期 | 第1期                                                                 | 第1期      | 第1期    | 第1期          | 第1期                                   | 第1期                        | 第1期         | 第1期 | 第1期 | 第1期 | 第1期 | 第1期 | 第1期 | 第1期 | 第1期 | 第1期 | 第1期 | 第1期 | 第1期 | 第1期 | 第1期 | 第1期 | 第1期 | 第1期 |
| ----- | --------------------------------------------------------------------- | ---------- | -------- | -------------- | --------------------------------------- | ---------------------------- | ------------- | ----- | ----- | ----- | ----- | ----- | ----- | ----- | ----- | ----- | ----- | ----- | ----- | ----- | ----- | ----- | ----- | ----- |
| 1     | First impressions are the most lasting.                               | 中瀬理香   | 小滝礼   | 西村博昭       | 安田京弘 金順淵                         | 菊地洋子                     | 2011年 4月9日 |       |       |       |       |       |       |       |       |       |       |       |       |       |       |       |       |       |
| 2     | A man has free choice to begin love but not to end it.                | 中瀬理香   | 藤原良二 | 小野田雄亮     | Kim Hyun Ok                             | 菊地洋子 安田京弘            | 4月16日       |       |       |       |       |       |       |       |       |       |       |       |       |       |       |       |       |       |
| 3     | In love there is both dotage and discretion.                          | 中村能子   | 坂本郷   | 杉山慶一       | 宮田奈保美                              | 菊地洋子 安田京弘            | 4月23日       |       |       |       |       |       |       |       |       |       |       |       |       |       |       |       |       |       |
| 4     | Adversity makes a man wise.                                           | 中村能子   | 小滝礼   | 高村雄太       | 山本佐和子 平川亜喜雄                   | 菊地洋子 安田京弘            | 4月30日       |       |       |       |       |       |       |       |       |       |       |       |       |       |       |       |       |       |
| 5     | Love is lawless.                                                      | 横手美智子 | 藤原良二 | 西村博昭       | 金順淵 瀧原美樹                         | 菊地洋子 安田京弘            | 5月7日        |       |       |       |       |       |       |       |       |       |       |       |       |       |       |       |       |       |
| 6     | Go to the sea,if you would fish well.                                 | 横手美智子 | 小滝礼   | 日巻裕二       | Kim Hyun Ok Lee Mi-Kyung                | -                            | 5月14日       |       |       |       |       |       |       |       |       |       |       |       |       |       |       |       |       |       |
| 7     | Coming events cast their shadows before them.                         | 中瀬理香   | 西村純二 | 坂之上小次郎   | 宮田奈保美                              | -                            | 5月21日       |       |       |       |       |       |       |       |       |       |       |       |       |       |       |       |       |       |
| 8     | Looks breed love.                                                     | 中村能子   | 藤原良二 | 吉田俊司       | 平川亜喜雄 川崎愛香                     | 菊地洋子 安田京弘            | 5月28日       |       |       |       |       |       |       |       |       |       |       |       |       |       |       |       |       |       |
| 9     | The die is cast.                                                      | 横手美智子 | 小滝礼   | 藤本ジ朗       | 池下博紀 本多みゆき                     | 菊地洋子 安田京弘            | 6月4日        |       |       |       |       |       |       |       |       |       |       |       |       |       |       |       |       |       |
| 10    | Absence makes the heart grow fonder.                                  | 中瀬理香   | 藤原良二 | 橋本敏一       | Kim Hyun Ok Kim Jong Hun Lee Jun Jong   | 菊地洋子 安田京弘            | 6月11日       |       |       |       |       |       |       |       |       |       |       |       |       |       |       |       |       |       |
| 11    | It never rains but it pours.                                          | 横手美智子 | 西村純二 | しのみやすゆき | Cha Sung II Jo Young Rae                | 菊地洋子 安田京弘            | 6月18日       |       |       |       |       |       |       |       |       |       |       |       |       |       |       |       |       |       |
| 12    | After a storm comes a calm.                                           | 中瀬理香   | 藤原良二 | 西村博昭       | 金順淵                                  | 菊地洋子 安田京弘            | 6月25日       |       |       |       |       |       |       |       |       |       |       |       |       |       |       |       |       |       |
| 第2期 |                                                                       |            |          |                |                                         |                              |               |       |       |       |       |       |       |       |       |       |       |       |       |       |       |       |       |       |
| 1     | A good beginning makes a good ending.                                 | 中瀬理香   | 小滝礼   | 小俣真一       | 山本佐和子 小坂知 平川亜喜雄            | 菊地洋子 安田京弘 平川亜喜雄 | 10月8日       |       |       |       |       |       |       |       |       |       |       |       |       |       |       |       |       |       |
| 2     | One cannot love and be wise.                                          | 中村能子   | 藤原良二 | 鳥羽聡         | Kim Hyun Ok Kim Jong Hun Lee Jung jun   | 菊地洋子 安田京弘 平川亜喜雄 | 10月15日      |       |       |       |       |       |       |       |       |       |       |       |       |       |       |       |       |       |
| 3     | Lingering love breeds mistake.                                        | 横手美智子 | 西村純二 | 西村博昭       | 川崎愛香 本多みゆき                     | 菊地洋子 安田京弘 平川亜喜雄 | 10月22日      |       |       |       |       |       |       |       |       |       |       |       |       |       |       |       |       |       |
| 4     | Delay in love is dangerous.                                           | 横手美智子 | 浪速勉   | 浅利藤彰       | Park Hye Ran Lee Sang Min Park Jong Jun | 菊地洋子 安田京弘 平川亜喜雄 | 10月29日      |       |       |       |       |       |       |       |       |       |       |       |       |       |       |       |       |       |
| 5     | Follow love and it will flee thee, flee love and it will follow thee. | 中瀬理香   | 藤原良二 | 吉田俊司       | 池下博紀 金順淵                         | 安田京弘 平川亜喜雄 河南正昭 | 11月5日       |       |       |       |       |       |       |       |       |       |       |       |       |       |       |       |       |       |
| 6     | Love is without reason.                                               | 横手美智子 | 西村純二 | 高村雄太       | 氏家嘉宏 瀧原美樹                       | 安田京弘 平川亜喜雄 河南正昭 | 11月12日      |       |       |       |       |       |       |       |       |       |       |       |       |       |       |       |       |       |
| 7     | Actions speak louder than words.                                      | 中瀬理香   | 小滝礼   | 西村博昭       | 安田京弘 山本佐和子 高澤美佳 本多みゆき | 安田京弘 平川亜喜雄 河南正昭 | 11月19日      |       |       |       |       |       |       |       |       |       |       |       |       |       |       |       |       |       |
| 8     | Love and envy make a man pine.                                        | 中村能子   | 西村純二 | 高橋英俊       | Cha Sung Il Jo Young Rae                | 安田京弘 平川亜喜雄 河南正昭 | 11月26日      |       |       |       |       |       |       |       |       |       |       |       |       |       |       |       |       |       |
| 9     | Love is blind.                                                        | 中村能子   | 西村純二 | 吉田俊司       | 小坂知 池下博紀                         | 安田京弘 平川亜喜雄 河南正昭 | 12月3日       |       |       |       |       |       |       |       |       |       |       |       |       |       |       |       |       |       |
| 10    | Love goes never without fear.                                         | 中瀬理香   | 藤原良二 | 高村雄太       | 瀧原美樹 氏家嘉宏                       | 安田京弘 平川亜喜雄          | 12月10日      |       |       |       |       |       |       |       |       |       |       |       |       |       |       |       |       |       |
| 11    | Love makes the world go round.                                        | 中瀬理香   | 小滝礼   | 西村博昭       | 安田京弘 平川亜喜雄 本多みゆき          | 安田京弘 平川亜喜雄          | 12月17日      |       |       |       |       |       |       |       |       |       |       |       |       |       |       |       |       |       |
| 12    | Love is a bitter-sweet.                                               | 今千秋     | 今千秋   | 今千秋         | 菊地洋子 金順淵                         | 菊地洋子                     | 12月24日      |       |       |       |       |       |       |       |       |       |       |       |       |       |       |       |       |       |

### 放送局
| 放送期間                | 放送時間                     | 放送局       | 対象地域 | 備考             |
| ----------------------- | ---------------------------- | ------------ | -------- | ---------------- |
| 2011年4月9日 - 6月25日  | 土曜 1:05 - 1:35（金曜深夜） | テレ玉       | 埼玉県   |                  |
| 2011年4月12日 - 6月28日 | 火曜 1:45 - 2:15（月曜深夜） | ぎふチャン   | 岐阜県   |                  |
|                         | 火曜 2:00 - 2:30（月曜深夜） | チバテレビ   | 千葉県   |                  |
|                         | 火曜 2:05 - 2:35（月曜深夜） | サンテレビ   | 兵庫県   |                  |
| 2011年4月13日 - 6月29日 | 水曜 1:00 - 1:30（火曜深夜） | KBS京都      | 京都府   |                  |
|                         | 水曜 2:50 - 3:20（火曜深夜） | 三重テレビ   | 三重県   |                  |
|                         | 水曜 3:00 - 3:30（火曜深夜） | TOKYO MX     | 東京都   |                  |
| 2011年4月14日 - 6月30日 | 木曜 1:45 - 2:15（水曜深夜） | テレビ神奈川 | 神奈川県 |                  |
|                         | 木曜 2:48 - 3:18（水曜深夜） | TVQ九州放送  | 福岡県   |                  |
| 2011年4月15日 - 7月1日  | 金曜 8:00 - 8:30             | AT-X         | 日本全域 | リピート放送あり |

| 放送期間                  | 放送時間                     | 放送局       | 対象地域 | 備考             |
| ------------------------- | ---------------------------- | ------------ | -------- | ---------------- |
| 2011年10月8日 - 12月24日  | 土曜 1:05 - 1:35（金曜深夜） | テレ玉       | 埼玉県   |                  |
| 2011年10月11日 - 12月27日 | 火曜 1:45 - 2:15（月曜深夜） | テレビ神奈川 | 神奈川県 |                  |
|                           | 火曜 2:00 - 2:30（月曜深夜） | ぎふチャン   | 岐阜県   |                  |
|                           | 火曜 2:05 - 2:35（月曜深夜） | チバテレビ   | 千葉県   |                  |
|                           | 火曜 2:23 - 2:53（月曜深夜） | TVQ九州放送  | 福岡県   |                  |
| 2011年10月12日 - 12月28日 | 水曜 1:00 - 1:30（火曜深夜） | KBS京都      | 京都府   |                  |
|                           | 水曜 2:50 - 3:20（火曜深夜） | 三重テレビ   | 三重県   |                  |
| 2011年10月13日 - 12月29日 | 木曜 2:00 - 2:30（水曜深夜） | TOKYO MX     | 東京都   |                  |
| 2011年10月14日 - 12月30日 | 金曜 8:00 - 8:30             | AT-X         | 日本全域 | リピート放送あり |

### イベント
世界一初恋 プレミアムナイト
2011年9月24日に角川シネマ新宿で開催された。内容はゲストの近藤隆、立花慎之介、岡本信彦によるトークコーナーとコミックス第5巻の限定版に同梱されたOVAの第0話と第2期の第1話の先行上映が行われた。本イベントの模様は、第2期のDVD第1巻の特装版に同梱されたDVDに収録。
ハッピークリスマス★イベント
2011年12月25日にニッショーホールで開催。第2期のDVD第1巻の発売を記念したイベント。ゲストは近藤隆、立花慎之介、岡本信彦、堀内賢雄、喜多修平。内容はゲストによるトークコーナー、ライブ、インターネットラジオ『世界一初恋 〜WEBラジオの場合〜』の公開録音を行った。

### DVD一覧
| 巻数 | 発売日         | 映像特典                               | 封入特典                                                |
| ---- | -------------- | -------------------------------------- | ------------------------------------------------------- |
| 1    | 2011年6月24日  | 先行プロモーション映像Ver.1            | ドラマCD「原作ショート漫画をドラマCD!」                 |
| 2    | 2011年7月22日  | 先行プロモーション映像Ver.2            | WEBラジオCD「DVD特装版☆スペシャル特典☆ラジオCDの場合1」 |
| 3    | 2011年8月26日  | 『小野寺律の場合5 限定版』発売前告知CM | ティンクル☆タオルハンガー                               |
| 3    | 2011年8月26日  | 番宣スポット 〜放送前〜                | ティンクル☆タオルハンガー                               |
| 3    | 2011年8月26日  | 番宣スポット 〜放送中〜                | ティンクル☆タオルハンガー                               |
| 4    | 2011年9月30日  | ノンクレジットオープニング             | WEBラジオCD「DVD特装版☆スペシャル特典☆ラジオCDの場合2」 |
| 5    | 2011年10月28日 | DVD第1巻 発売前告知CM                  | ティンクル☆スプーン&フォークセット                      |
| 5    | 2011年10月28日 | DVDシリーズ 好評発売中告知CM           | ティンクル☆スプーン&フォークセット                      |
| 6    | 2011年11月25日 | 世界一初恋 〜座談会★映像版の場合〜     | -                                                       |
| 6    | 2011年11月25日 | ノンクレジットエンディング             | -                                                       |

| 巻数 | 発売日         | 映像特典                                              | 封入特典                                                  |
| ---- | -------------- | ----------------------------------------------------- | --------------------------------------------------------- |
| 1    | 2011年12月22日 | 第2期 先行プロモーション映像                          | スペシャル★イベントDVD「世界一初恋 〜プレミアムナイト〜」 |
| 2    | 2012年1月27日  | 第2期 番宣スポット放送前／放送中                      | 「世界一初恋 〜ミニドラマCD(2)〜」                        |
| 3    | 2012年2月24日  | 第2期 ノンクレジットオープニング                      | 「世界一初恋 〜ラジオCDの場合(3)〜」                      |
| 4    | 2012年3月30日  | 第2期 DVD1巻発売前告知CM／DVDシリーズ好評発売中告知CM | 「世界一初恋〜丸川書店用語集〜」(CD)                      |
| 5    | 2012年4月27日  | 第2期 ノンクレジットエンディング                      | 「世界一初恋〜ラジオCDの場合(4)」                         |
| 6    | 2012年5月25日  | -                                                     | 「世界一初恋〜座談会★映像版の場合(2)」                    |

### 関連CD
- 世界一初恋 キャラクターソング Vol.1 小野寺律
- 世界一初恋 キャラクターソング Vol.2 吉野千秋
- 世界一初恋 キャラクターソング Vol.3 木佐翔太
- 世界一初恋 オリジナルサウンドトラック

## OVA

### 〜小野寺律の場合〜
コミックス第5巻（2011年3月22日発売）プレミアムアニメDVD付き限定版に同梱され、『世界一初恋〜小野寺律の場合〜』の0話（約20分）を収録。スタッフはテレビアニメ版とほぼ同様。
| 話数  | サブタイトル                 | 脚本     | 絵コンテ | 演出     | 作画監督 |
| ----- | ---------------------------- | -------- | -------- | -------- | -------- |
| 第0話 | No love's like to the first. | 中瀬理香 | 藤原良二 | 西村博昭 | 菊地洋子 |

### 〜羽鳥芳雪の場合〜
コミックス第6巻（2011年9月27日発売）プレミアムアニメDVD付き限定版に同梱。タイトルは『世界一初恋〜羽鳥芳雪の場合〜』で、テレビアニメ版では12.5話（約20分収録）。小説『世界一初恋 〜吉野千秋の場合〜』第3巻に収録された「羽鳥芳雪の場合 No.1」をアニメ化。
| 話数     | サブタイトル                                  | 脚本     | 絵コンテ | 演出     | 作画監督          |
| -------- | --------------------------------------------- | -------- | -------- | -------- | ----------------- |
| 第12.5話 | The quarrel of lovers is the renewal of love. | 中村能子 | 西村順二 | 吉田俊司 | 瀧原美樹 森本浩文 |

## WEBラジオ
世界一初恋〜WEBラジオの場合〜とは、音泉やランティスウェブラジオにて2011年4月7日から（隔週木曜日に）配信中のラジオ番組である、パーソナリティは近藤隆、立花慎之介、岡本信彦の3人。
ゲストは喜多修平（第1回）、ワカバ（第2回）。

### コーナー
ふつおたフリーテーマでリスナーから送られてきた普通のお便りを紹介するコーナー
世界一名言辞典恋愛に関する名言を紹介するコーナー
本当にあったデッド入稿リスナーが体験した「デッド入稿」のようなギリギリの出来事を紹介するコーナー
備考
- ラジオCDには、新規に収録された内容もあり、堀内賢雄がゲスト出演している。
- DVD第2巻からWEBラジオCD『DVD特装版☆スペシャル特典☆ラジオCDの場合』が封入されている。

### WEBラジオ関連CD
- 世界一初恋〜ラジオCDの場合〜
- 世界一初恋〜ラジオCDの場合 2〜

## 劇場版

### 横澤隆史の場合
2014年3月15日に『劇場版 世界一初恋〜横澤隆史の場合〜』のタイトルで公開され、ミニムービー『世界一初恋〜バレンタイン編〜』との併映となる。

#### スタッフ（劇場版・横澤隆史の場合）
- 原作 - 中村春菊
- 小説 - 藤崎都（角川ルビー文庫刊）
- 監督・脚本 - 今千秋
- キャラクターデザイン - 菊地洋子、安田京弘
- 色彩設定 - 松本真司
- 美術監督 - 高橋忍
- 撮影監督 - 近藤慎与
- 編集 - 松村正宏
- 音響監督 - 郷田ほづみ
- 音楽 - 安瀬聖
- 音楽制作 - ランティス
- アニメーション制作 - スタジオディーン
- 製作 - 劇場版★世界一くらぶ!!

#### 主題歌（劇場版・横澤隆史の場合）
劇場版 世界一初恋〜横澤隆史の場合〜「優しい軌跡」
作詞 - こだまさおり / 作曲・編曲 - Meis Clauson / 歌 - 喜多修平
世界一初恋〜バレンタイン編〜「世界がキミと出会うまで」
作詞 - こだまさおり / 作曲・編曲 - Meis Clauson / 歌 - 喜多修平

#### Blu-ray / DVD（劇場版・横澤隆史の場合）
2014年8月29日に角川書店から発売された。『世界一初恋〜バレンタイン編〜』ED時に流れるアニメーションは、劇場公開時のスペシャル版のため今回は収録されていない。
限定版特典内容（Blu-ray、DVD共通）
- 中村春菊描き下ろしイラスト使用三方背BOX
- 藤崎都書き下ろしショートストーリー収録スペシャルブックレット
- 録り下ろしラジオCD「世界一初恋〜ラジオCDの場合☆劇場版スペシャル〜」
- 豪華デジパック仕様＆描き下ろしアニメイラスト使用デジジャケット
- 特報・予告・CM映像集

### プロポーズ編
｢エメラルド｣誕生5周年を記念し、新作アニメ『世界一初恋 〜プロポーズ編〜』がイベント上映として2020年2月21日に公開された。

#### スタッフ（プロポーズ編）
- 原作：中村春菊（株式会社KADOKAWA／ASUKA COMICS CL-DX刊）
- 監督：高橋知也
- 脚本：中村能子
- キャラクターデザイン：菊地洋子
- 監修：今千秋
- 美術監督：黛昌樹
- 色彩設計：松本真司
- 撮影監督：近藤慎与
- 編集：小野寺桂子
- 音楽：安瀬聖
- 音楽制作：ランティス
- 音響監督：郷田ほづみ
- 音響効果：出雲範子
- 音響制作：ダックスプロダクション
- アニメーション制作：スタジオディーン
- 製作：世界一くらぶ!!2020

#### 主題歌（プロポーズ編）
主題歌「未来もキミの手の中で」
作詞：こだまさおり / 作曲・編曲：宮崎誠 / 歌：喜多修平

#### Blu-ray / DVD（プロポーズ編）
2020年6月26日に角川書店から発売された。
特典内容（Blu-ray、DVD共通）
- 中村春菊描き下ろしイラスト使用三方背BOX
- キャラクターデザイン・菊地洋子描き下ろしジャケット
- 劇場入場者プレゼント「世界一初恋〜プロポーズ編〜後日談」（漫画：中村春菊）収録ブックレット
- 完成披露上映イベント舞台挨拶映像
- 特報・予告・CM映像集

## 体感型ゲーム
世界一初恋〜プロポーズ編〜 ミッションゲーム！
2020年2月21日から3月19日にかけてアニメイトの池袋本店もしくは新宿店にて参加キットを購入し、同施設内を巡って謎を解いていく。
参加者は丸川書店でアルバイトをしている設定で、美濃がインフルエンザで欠勤のため期間限定で担当部署とは異なるエメラルド編集部へとヘルプに駆り出されるが、エメラルド編集部員からのオーダーを見事やり遂げられるだろうか？というあらましだった。